# Приходько Олександр Миколайович
Олександр Миколайович Приходько (нар. 11 квітня 1966, Київ, УРСР) — радянський та український футболіст та тренер, виступав на позиції захисника.
Грав у вищих лігах СРСР і України за «Гурію» (Ланчхуті) та «Ниву» (Вінниця). У складі могильовського «Торпедо» ставав фіналістом Кубка Білорусі. Після завершення кар'єри гравця разом з Олександром Рябоконем працював тренером у командах «Борисфен», «Оболонь», «Динамо» (Мінськ), «Десна», «Львів» та «Севастополь». Срібний призер чемпіонату Білорусі (2005).

## Кар'єра гравця
Вихованець київського «Динамо». Перші тренери — Павло Васильєв, Віктор Шевченко і В'ячеслав Семенов. У 1983 році грав за дублюючий склад «Динамо». У 1984 році перейшов в команду другої ліги «Колос» (Павлоград), у складі якої завоював срібну медаль чемпіонату УРСР. Під час служби в армії виступав за київський СКА. У 1987 році був запрошений Михайлом Фоменко в команду Вищої ліги «Гурія» (Ланчхуті). Пізніше виступав за ужгородське «Закарпаття», чернігівську «Десну» і кременчуцький «Кремінь».
17 березня 1992 року зіграв перший матч у Вищій лізі чемпіонату України в складі вінницької «Ниви» проти «Кременя» (0:1). У першості України виступав також за «Хімік» (Житомир), «Нафтохімік» (Кременчук), «Поділля» (Хмельницький), «Сіріус» (Жовті Води). У серпні перейшов до клубу «Система-Борекс» (Бородянка). У 1995 році перейшов у «Торпедо» (Могильов), де став фіналістом Кубка Білорусі. Навесні 1997 року виїхав за кордон, до далекої Австралії, де зіграв 3 матчі в складі першолігового клубу «Колінгвуд Уорріорс», але восени повернувся на батьківщину, а в жовтні 1997 року став гравцем аматорського клубу «Дніпро» (Київ). Восени 1999 року провів 5 матчів у чемпіонаті Молдови в складі команди «Ністру» (Атаки). Під час зимової перерви сезону 1998/99 років повернувся до київського «Дніпра», в складі якого й завершив кар'єру футболіста.

## Кар'єра тренера
Одразу після завершення кар'єри гравця розпочав тренерську діяльність. Спочатку допомагав тренувати клуб «Княжа» (Щасливе). У 2000 році прийняв пропозицію головного тренера «Борисфена» Олександра Рябоконя й отримав посаду в тренерському штабі. У 2003 році бориспільська команда, посівши друге місце в Першій лізі, отримала право на підвищення в класі. У першому сезоні у Вищій лізі «Борисфен» посів сьоме місце. У 2005 році Приходько працював асистентом головного тренера в мінському «Динамо», яке в тому сезоні стало віце-чемпіоном Білорусі. У травні 2006 року був призначений виконувачем обов'язків головного тренера бориспільського «Борисфена», яким керував до червня. У 2008 році отримав посаду тренера в чернігівській «Десні». Після виключення «Десни» з ПФЛ працював у футбольних клубах «Львів» і «Севастополь». У березні 2012 року разом з Олександром Рябоконем повернувся в «Десну».

## Досягнення
| Колос (Павлоград) - Чемпіонат УРСР - Срібний призер (1): 1984 Сіріус (Жовті Води) - Перехідна ліга чемпіонату України - Чемпіон (1): 1993/94 Торпедо (Могильов) - Кубок Білорусі - Фіналіст (1): 1994/95 |  | Борисфен - Перша ліга чемпіонату України - Срібний призер (1): 2002/03 Динамо (Мінськ) - Білоруська футбольна вища ліга - Срібний призер (1): 2005 Десна - Перша ліга чемпіонату України - Срібний призер (1): 2016/17 - Друга ліга чемпіонату України - Чемпіон (1): 2012/13 |